# Zaynab (nome)
Zaynab (in alfabeto arabo: زينب, trascritto anche come Zainab) è un nome proprio di persona arabo femminile.

## Varianti in altre lingue
- Azero: Zeynab[1]
- Persiano: زینب (Zeinab, Zeynab)[1]
- Turco: Zeynep, Zeyneb[1]

## Origine e diffusione

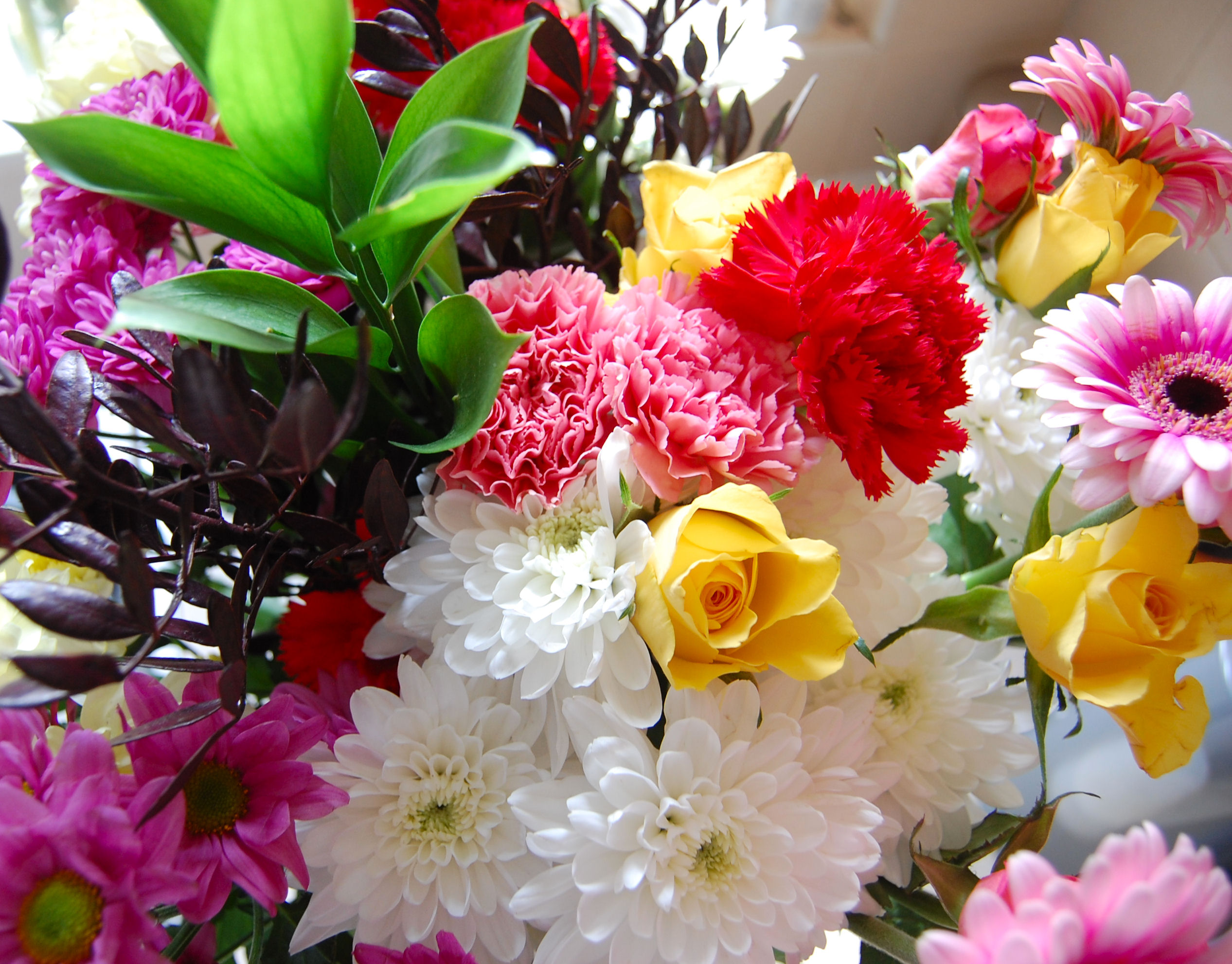
Dei fiori

Si tratta di un nome tipicamente islamico, molto comune fra i musulmani e uno dei più diffusi nomi femminili arabi; venne portato da due mogli, una figlia e una nipote del profeta Maometto (rispettivamente Zaynab bint Khuzayma, Zaynab bint Jahsh, Zaynab bint Muhammad e Zaynab bint Ali). Secondo alcune fonti, inoltre, anche il nome di Zenobia, la regina di Palmira, sarebbe un adattamento di Zaynab piuttosto che una forma femminile del nome greco Zenobio.
Riguardo al significato del nome, esso riprende quello di una pianta dai fiori profumati e, etimologicamente parlando, deriva probabilmente dal vocabolo زين (zayn, "bellezza"), e in turco può significare anche "pietra preziosa".

## Persone
- Zaynab al-Ghazali, attivista egiziana
- Zaynab bint Ali, nipote di Maometto
- Zaynab Sultan Begum, principessa timuride e consorte Moghul
- Zaynab bint 'Amir, moglie di Abū Bakr
- Zaynab bint Jahsh, moglie di Maometto
- Zaynab bint Khuzayma, moglie di Maometto
- Zaynab bint Muhammad, figlia di Maometto
- Zaynab Dosso, velocista italiana

### Variante Zeynep
- Zeynep Değirmencioğlu, attrice e imprenditrice turca
- Zeynep Kızıltan, attrice e modella turca
- Zeynep Sever, modella belga
- Zeynep Sultan, principessa ottomana

## Il nome nelle arti
- Zainab è un personaggio del film del 2007 L'ospite inatteso, diretto da Thomas McCarthy.